# Rupa Bai Furdoonji
Rupa Bai Furdoonji, nascuda en una família parsi, va ser la primera dona anestesista del món. Va practicar la medicina a Hyderabad i va tenir un paper important en la introducció de l'ús del cloroform com a anestèsic a l'Índia.

## Biografia
El 1885 va començar els seus estudis i va ser una de les cinc dones que es van matricular en cursos de medicina a l'Hyderabad Medical College. El 1889, va obtenir un títol de Hakeem, equivalent al de metgessa. Posteriorment, es va llicenciar en medicina a l'Hospital Johns Hopkins de Baltimore. El 1909, amb l'encoratjament d'Annie Besant, Furdoonji va anar a Edimburg, Escòcia, per obtenir més experiència i coneixements en anestèsia. Allà, va obtenir diplomes en Física i Química a la Universitat d'Edimburg, ja que cap curs especialitzat posava èmfasi en l'anestèsia. Va optar per estudiar Física i Química perquè els coneixements d'aquestes matèries es van trobar útils per als metges que manejaven els anestèsics.
Furdoonji va ser una veu influent a la Primera i Segona Comissions de Cloroform d'Hyderabad celebrades el 1888 i el 1891 respectivament. Entre 1889 i 1917 havia administrat anestèsia a l'hospital de residència britànic (actual Sultan Bazaar), Afzalgunz Hospital (actual Osmania General Hospital) i Victoria Zenana Maternity Hospital, Hyderabad. El 1920, es va retirar com a superintendent de l'Hospital Chaderghat, Hyderabad.